# Танезруфт
Танезруфт (берб. Taneẓṛuft - „земља страха и жеђи“) је пространа плитка песковито-шљунковита депресија у пограничном делу Малија и Алжира. Захвата простор између ерга Шеш на северу и западу и планина Адрар Ифога на југу и Ахагар на истоку. Површина Танезруфта је око 100.000 км². Скоро потпуно је ненасељен и одликује га екстрааридна клима са екстремно високимтемпературама, великим испаравањем и сушом. Ободни делови су високи до 500 метара, а централни део је спуштен на око 100-200 метара. У подземним сводовима има извора воде, а на крајњем северу јављају се у време изненадних пљускова веома кратки токови. Танезруфт је саствни део Сахаре.